# Ropas
Ropas je priimek več znanih Slovencev:
- Andrej Ropas (1966), pevec tenorist (mdr. Slovenski oktet)
- Ervina Ropas (1890—1962), skladateljica in glasbena pedagoginja
- Ladislav Ropas (18. 6. 1883 – 17. 5. 1958), jadralni letalec, izumitelj 1.slov. jadralnega letala Celje
- Zora Ropas (1893—1976), koncertna in operna altistka ter glasbena pedagoginja